# Пробуждение (фильм, 1954, Индия)
«Пробуждение» (хинди जागृति, Jagriti) — индийский фильм-драма режиссёра Сатьена Боса в оригинале на языке хинди, вышедший в прокат в 1954 году. Ремейк бенгальского фильма Paribartan, снятого тем же режиссёром в 1949 году. По результатам проката заработал статус «хит», и выиграл Filmfare Award за лучший фильм и Национальную кинопремию за лучший фильм на хинди.
В 1956 году картина была переснята в Пакистане под названием Bedari, с использованием того же сюжета и музыки для песен, поскольку прокат оригинальных индийских кинолент в то время был запрещён. Фильм имел невероятный успех в первые недели, однако затем плагиат был замечен, что привело к изъятию его из проката.
Фильм, дублированный на русский язык, демонстрировался во время второго фестиваля индийских фильмов в ноябре 1956 года и вышел в широкий прокат СССР в 1957 году.

## Сюжет
Аджай Мукерджи (Радж Кумар Гупта) был озорным и упрямым мальчиком. Чтобы он не причинял беспокойства жителям своей деревни, его отправляют в школу-интернат. Там он подружился с добродушным одноклассником с инвалидностью (Ратан Кумар), который изо всех сил пытался убедить его измениться. Давление со стороны нетрадиционного, но благонамеренного учителя (Абхи Бхаттачарья) в конечном итоге оттесняет Аджая в сторону, что вызывает цепную реакцию событий, которые в конечном итоге заканчиваются трагедией.

## В ролях
- Радж Кумар Гупта[англ.] — Аджай Мукерджи
- Ратан Кумар[англ.] — Шакти Чаудхари
- Абхи Бхаттачарья[англ.] — учитель Шекхар
- Бипин Гупта[англ.] — Рампати Мукерджи, дядя Аджая
- Мумтаз Бегум[англ.] — миссис Мукерджи
- Нанда Дулал — миссис Чаудхари

## Саундтрек
Музыка из фильма стала знаменитой. В частности «Aao Bachhon Tumhen Dikhaayen» остается одной из лучших патриотических песен индийского кино. В своё время, «Пробуждение» был фаворитом на канале Doordarshan, а песни из него занимали почётные места в Chitrahaar во время Дня независимости, Дня Республики и тому подобных событий.
Все тексты написаны Прадипом, вся музыка написана Хемантом Кумаром.
| №                   | Название                                | Исполнители                      | Длительность |
| ------------------- | --------------------------------------- | -------------------------------- | ------------ |
| 1.                  | «Aao Bachcho Tumhen Dikhayen» (дуэт)    | Лата Мангешкар, Адинат Мангешкар | 3:38         |
| 2.                  | «Aao Bachcho Tumhen Dikhayeh»           | Прадип Кумар                     | 3:09         |
| 3.                  | «Hum Laye Hain Toofan Se»               | Мохаммед Рафи                    | 4:52         |
| 4.                  | «Sabarmati Ke Sant Tune Kar Diya Kamal» | Аша Бхосле                       | 5:00         |
| 5.                  | «Chalo Chalen Maa»                      | Аша Бхосле                       | 2:22         |
| Общая длительность: | Общая длительность:                     | Общая длительность:              | 18:21        |

## Критика
«Пробуждение» смог показать, что хорошему фильму не нужны звезды; если содержание фильма богато, оно все переопределяет. Влияние этой маленькой жемчужины было таково, что он захватил кассу штурмом.
З. У. Сайам, отметив запоминающуюся музыку и тексты песен, заметил однако, что фильм стал хитом исключительно благодаря специальным показам, организованным школами для их учеников. Виджай Локапалли добавил, что несмотря на низкий бюджет и среднее техническое оснащение, фильм пользовался уважением поклонников, поскольку содержал социальное послание о важности образования для студентов и преподавателей.

## Награды
- Национальная кинопремия за лучший фильм на хинди[7]
- Filmfare Award за лучший фильм[6][8]
- Filmfare Award за лучшую мужскую роль второго плана[6][8]